# Calvi (piève)
Pour les articles homonymes, voir Calvi (homonymie).
Calvi est une ancienne piève de Corse. Située dans le nord-ouest de l'île, elle relevait de la province de Calvi sur le plan civil et du diocèse de Sagone sur le plan religieux.

## Géographie
La piève de Calvi s'étendait sur les rives ouest et sud du golfe de Calvi couvrait le territoire de la seule ville de Calvi.
Elle avait pour pièves limitrophes :

## Histoire

### Les juridictions génoises
Avant de passer sous administration militaire française en 1769, la province génoise de Calvi était sous l'autorité du gouverneur général à Bastia, siège de sa résidence. La Corse était alors divisée en dix provinces et quatre fiefs : six provinces du « Deçà des monts », Capo Corso, Calvi, Bastia, Balagna, Aléria, et Corte, et quatre du « Delà des monts », Vico, Aiaccio, Sartène, et Bonifacio. Trois fiefs sont au Cap corse : Nonza, Brando, et Canari, et un du « Delà des monts », le fief d'Istria.
La justice était rendue en Corse par le gouverneur et par d'autres fonctionnaires, dont le nombre varia suivant les époques, et qui portaient le titre de « commissaire » ou de « lieutenant ». 
Calvi, Aiaccio et Bonifacio étaient chacune gouvernée par un commissaire. La province de Balagna était régie par un lieutenant.
Mais un certain nombre de villes jouissaient de privilèges spéciaux : Bonifacio, Saint-Florent, Bastia et Calvi. 
« Les Calvais pouvaient concourir dans une certaine mesure à l'administration de la justice : le commissaire que la République envoyait à Calvi était assisté, en matière civile, de trois « consuls » tirés au sort périodiquement (tous les six mois, puis tous les trois mois) dans une liste — un bussolo — de trente-six membres élus par les Calvais eux-mêmes. Le tribunal n'était composé de la sorte que pour les procès entre Calvais, et même les consuls jugeaient seuls et sans l'assistance du commissaire les procès champêtres ; pour les causes dans lesquelles intervenaient des gens étrangers à Calvi, le commissaire jugeait seul. — St-Florent jusqu'au début du XVIIe siècle, Bastia de 1584 à 1645 eurent également des faveurs spéciales ».

### Le diocèse

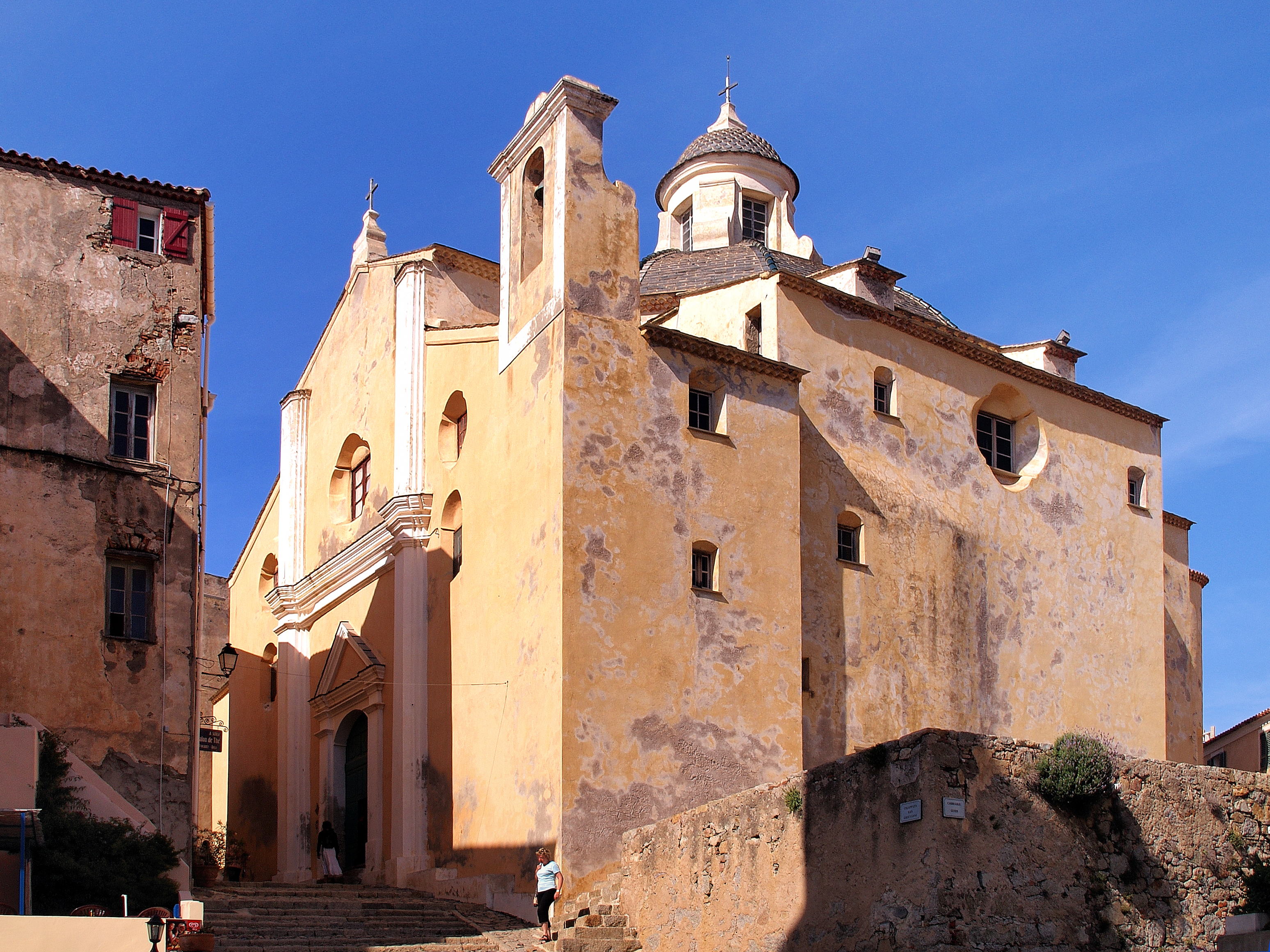
Pro-cathédrale Saint-Jean-Baptiste

Vers l'an 400 la Corse comptait une quinzaine de diocèses dont celui de Calvi. La cité épiscopale sera ravagée par les Sarrasins au VIIIe siècle. 
1092 - Le pape Urbain II nomme archevêque Daibertus évêque de Pise qui devient métropolitain-suzerain des 6 diocèses corses. Gênes obtient en 1133 du pape Innocent II ceux de Nebbio, Mariana, Accia, Pise conservant Sagone, Ajaccio et Aleria. La paroisse (calquée sur la pieve civile) de Calvi relève du diocèse de Sagone.
La Pro-cathédrale Saint-Jean-Baptiste de Calvi a été le siège du diocèse de Sagone entre 1576 et 1790, date de sa suppression et de son rattachement au diocèse d'Ajaccio.
Au début du XVIIIe siècle, il y avait cinq tribunaux en matière ecclésiastique : Bastia, Aléria, Ajaccio, Nebbio, Sagone.
Avant 1790 la Corse qui comptait cinq diocèses (Bastia, Aléria, Ajaccio, Nebbio et Mariana), le 7 juillet 1790 n’aura plus qu’un seul évêque dont le siège est fixé à Bastia par l'Assemblée nationale. Depuis le 29 novembre 1801, Ajaccio est le siège épiscopal de Corse.

#### La pro-cathédrale Saint-Jean-Baptiste

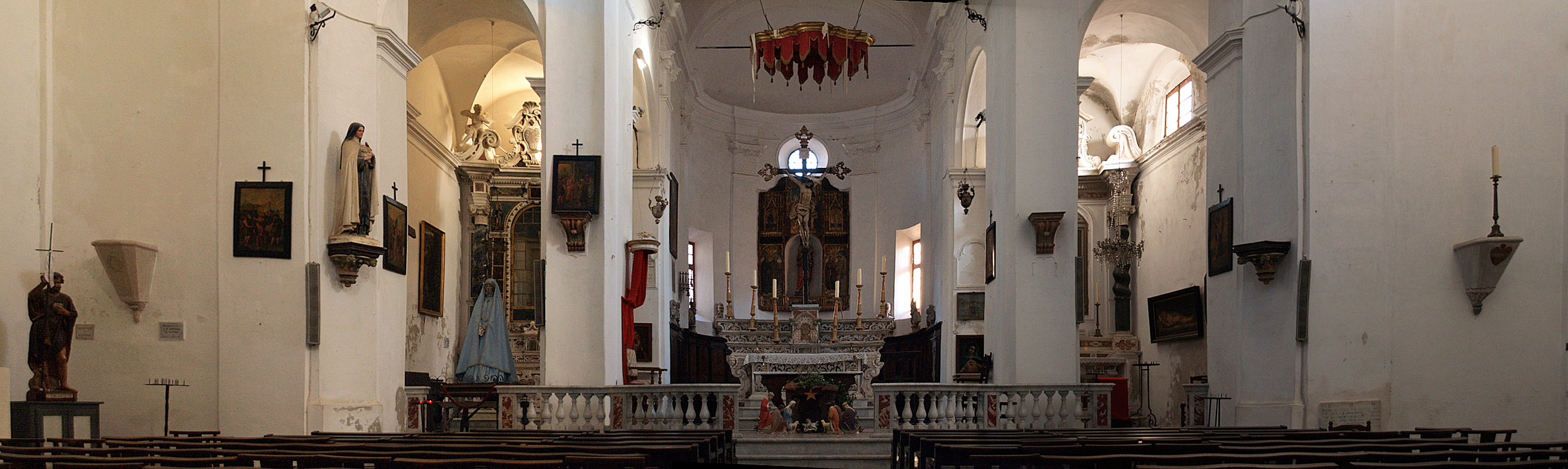
Intérieur de l'église Saint-Jean-Baptiste

L'église primitive devait dater du début de la Renaissance. Elle fut vraisemblablement détruite en 1555, lors du siège de la ville par les Français alliés aux Turcs, dont les flottes bombardèrent la citadelle. En 1567, elle fut détruite par la foudre tombée sur les magasins à poudre de la citadelle. Elle fut reconstruite vers 1600 ; le chœur fut achevé en 1628 et le reste de l'édifice entièrement achevé en 1747.